# 中国〜12億人の改革開放
『中国〜12億人の改革開放』（ちゅうごく〜12おくにんのかいかくかいほう）は1994年10月から1995年8月にかけてNHK総合テレビの「NHKスペシャル」枠で放送された、現代中国を様々な視点から検証したドキュメンタリー番組である。ナレーションは松平定知。テーマ音楽は菅野よう子。全11集。

## 放送テーマ全シリーズ
- 第1集 総設計師 鄧小平（1994年10月9日）
- 第2集 上海ドリーム（1994年11月13日）
- 第3集 出稼ぎ少女たちの旅路（1994年12月18日）
- 第4集 正義は人民法院に在り（1995年1月8日）
- 第5集 広州青春グラフティー（1995年2月12日）
- 第6集 さらば黄土の大地（1995年3月12日）
- 第7集 新疆カザフ国際列車（1995年4月30日）
- 第8集 瀋陽 国有企業の冬（1995年5月14日）
- 第9集 今日的人民解放軍（1995年6月18日）
- 第10集 福建発ニューヨーク行き（1995年7月9日）
- 第11集 巨龍はどこへ行く ～超大国への条件～（1995年9月10日）